# Alberto da Pisa
Alberto da Pisa (Pisa, ... – Pisa, 23 gennaio 1240) è stato un francescano italiano.

## Biografia
Entrò nell'ordine dei Frati Minori nel 1212.
Fu inviato in Francia insieme al frate francescano Agnello da Pisa, e nel 1219 — ancora vivente san Francesco — fu tra i fondatori del convento di Parigi.
Nel 1223, nel capitolo generale di Assisi, fu eletto ministro provinciale di Germania.
In tale ruolo, presiedette i capitoli provinciali di Spira (8 settembre 1223), Würzburg (15 agosto 1224), e Magonza (2 febbraio 1227).
Quando frate Agnello da Pisa morì nel 1236 i frati inglesi chiesero che il suo posto venisse preso da Alberto. Frate Elia da Cortona concesse il permesso, così Alberto arrivò in Inghilterra il 13 dicembre 1236.
In Inghilterra, Alberto stimolò la nascita di studi a Londra e Canterbury.
Il 15 maggio 1239, dopo la deposizione di Elia da Cortona, Alberto venne scelto come ministro generale dell'ordine nel capitolo generale di Roma.
Morì il 23 gennaio del 1240 a Pisa. Egli divenne così il primo sacerdote a essere eletto ministro generale dei francescani, e dopo di lui nessun laico fu mai eletto ministro generale, in nessuna delle tre famiglie dell'Ordine minoritico (Frati Minori, Conventuali e Cappuccini).
Papa Gregorio IX, compose un'elegia in suo onore (Plange Turba Paupercula).
Alberto è inoltre stato l'autore del Sermo de caritate Salvatoris.

## Culto
Nel 1908 fu aperto il processo per la conferma del culto.